# 長孫姓
長孫姓為漢字複姓。在宋代《百家姓》中排名第435位。《中国人名大辞典》中收录长孙姓人士24例。。

## 起源
1. 漢人承襲而來，如《漢書》所載治孝經的長孫氏[2]，以及韓詩大家长孙顺[3]。
2. 出自历史上北魏的鲜卑族宗室。这一源头在孝文帝汉化改革中因身为宗室之长，所以将原本的鲜卑姓氏拓跋改为长孙。

## 郡望
- 济阳郡：晉惠帝曾将陈留郡的一部分分离出来设为济阳郡，在今河南省兰考县。

## 延伸阅读
[在维基数据编辑]
 《百家姓》
 《欽定古今圖書集成·明倫彙編·氏族典·長孫姓部》，出自陈梦雷《古今圖書集成》